# Atheta pedicularis
Atheta pedicularis är en skalbaggsart som först beskrevs av Melsheimer 1844.  Atheta pedicularis ingår i släktet Atheta och familjen kortvingar. Inga underarter finns listade i Catalogue of Life.